# Polabio

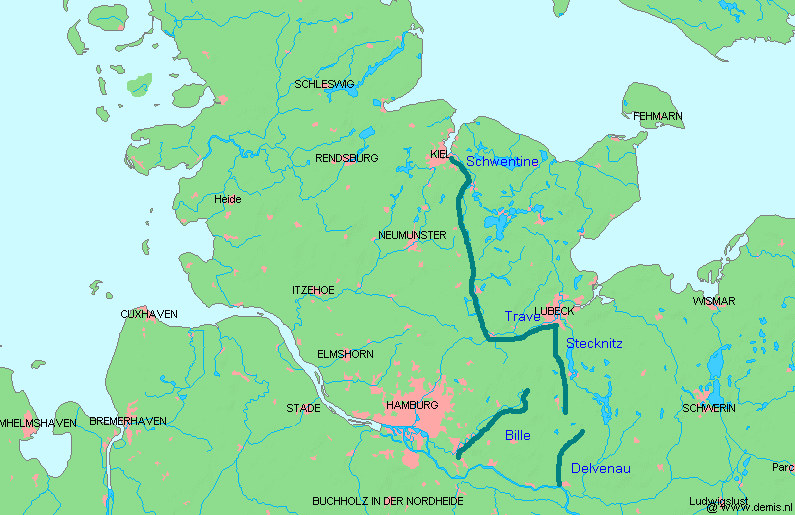
Limes Saxoniae, frontera occidental entre Obodritas y Sajones.

Se conocía como polabios a una tribu perteneciente al grupo de los eslavos polabianos que residía en la cuenca del río Elba a finales del primer milenio, y actualmente considerada extinta como tal. Con este nombre se sigue conociendo a la lengua que hablaban los polabios, que se considera actualmente dialecto del ruso o del polaco, también llamado polabo.

## Etimología
El término polabio o polabiano deriva de una palabra en eslavo y hace referencia a una serie de tribus eslavas que convivieron en conjunto asentadas junto al río Elba. El origen de la palabra está en el nombre de dicho río (en checo: Labe, en polaco: Łaba). La principal obra en esta lengua es el llamado Vocabularium Venedicum (1679-1719), cuyo autor es Christian Hennig. La palabra polabio no es un término reconocido en el Diccionario de la R.A.E..

## Historia y estado

La frontera nororiental alemana en torno al año 1000.

En 845, el Geógrafo Bávaro listó varias tribus eslavas occidentales que habitaban en el territorio que hoy en día corresponde a la moderna Polonia y sus alrededores. En 1139 Enrique el León cedió "Polabia" al conde Enrique de Badewide. En los siglos siguientes, la tribu fue asimilada y germanizada. 
Se conocen alrededor de dos mil ochocientas palabras en polabiano (pero provenientes de escritos prosaicos, sólo en unas pocas plegarias, una canción de boda y algunas narraciones de carácter folclórico). Inmediatamente antes de extinguirse esta lengua, diversos autores se dedicaron a recopilar frases, listas de palabras o referencias folklóricas de los eslavos polabianos, aunque sólo uno de ellos resultaba ser hablante nativo (se recopilaron sólo trece páginas de material lingüístico relevante de un manuscrito que originalmente tenía trescientas diez). La última persona nativa hablante de polabio, una mujer, murió en 1756, y el último hablante de esta lengua falleció en 1825.
Se conservan referencias culturales de los polabios en Baja Sajonia, sobre todo en la toponimia de numerosas localidades basadas en términos de origen eslavo:
- Wustrow "Lugar en la isla", Lüchow (en polabio: Ljauchüw), Sagard, Gartow, entre otros.